# Tobias Harris

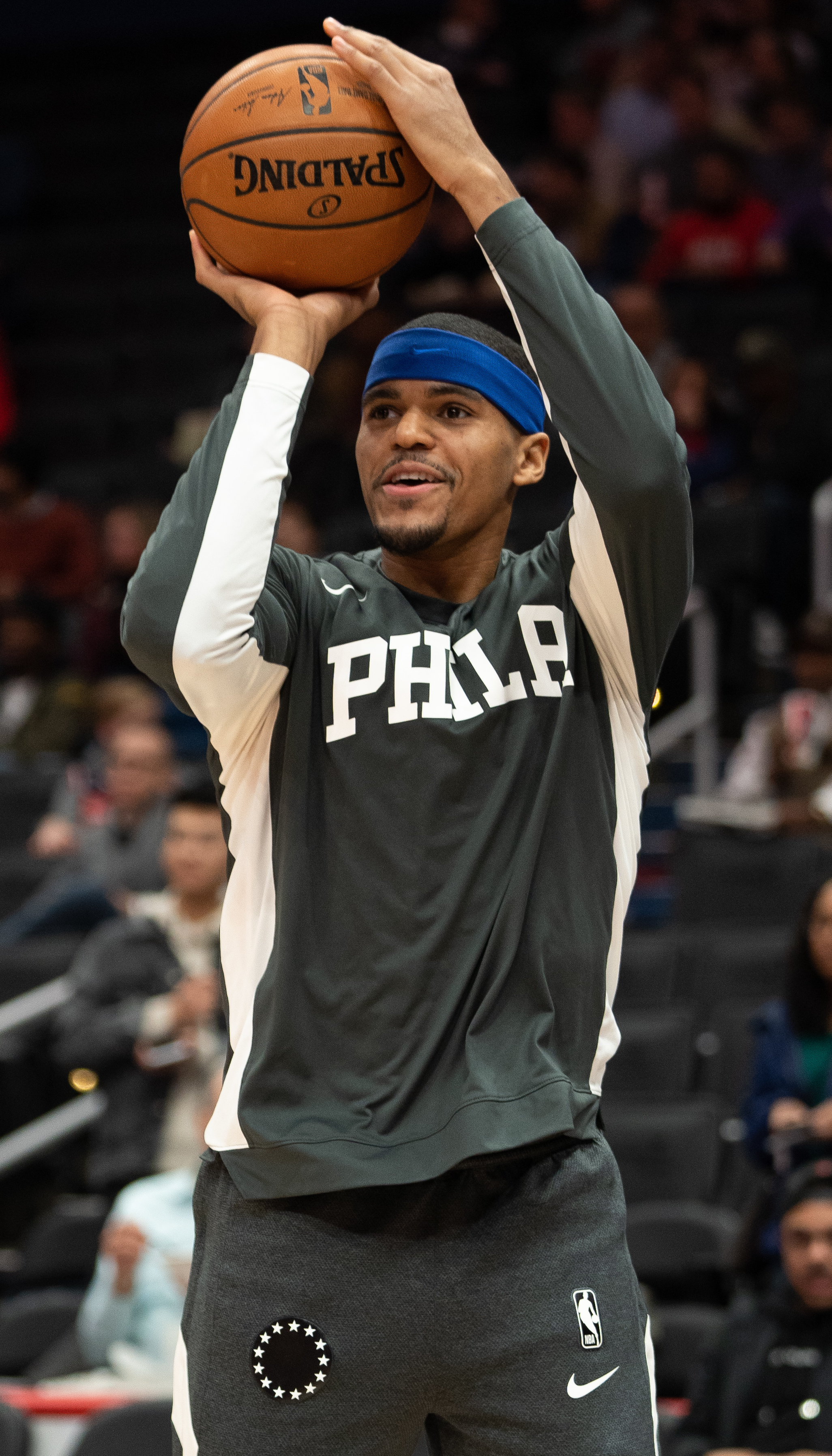
Tobias Harris, 2019.

Tobias John Harris, född 15 juli 1992 i Islip i New York, är en amerikansk professionell basketspelare (PF/SF) som spelar för Detroit Pistons i National Basketball Association (NBA). Han har tidigare spelat för Milwaukee Bucks, Orlando Magic, Los Angeles Clippers och Philadelphia 76ers.
Harris draftades av Charlotte Bobcats i första rundan i 2011 års draft som 19:e spelare totalt.
Innan han blev proffs studerade Harris på University of Tennessee och spelade för deras idrottsförening Tennessee Volunteers.
Han är kusin till Channing Frye.